# Ludwig von Petersdorff
Ludwig Friedrich Albrecht von Petersdorff (ur. 19 marca 1826 w Łobzie, zm. 5 października 1889 we Fryburgu Bryzgowijskim) – pruski generał-porucznik dowódca 29. Dywizji. Był członkiem rodu szlacheckiego Petersdorff.

## Rodzina
Ludwig był najstarszym synem właściciela ziemskiego Ferdinanda von Petersdorff (1801–1840), a jego matką była Antoine z domu von Delitz (zm. 1863). Petersdorff zawarł 6 października 1857 w Pruszczu związek małżeński z Ulrike von Wedelstaedt (1834-1914) córkę właściciela ziemskiego z Pruszcza. Para miała pięcioro dzieci: cztery córki, Anna (ur. 1858), Michaele (ur. 1860), Jadwiga (ur. 1861), Margarete (ur. 1876) i syna Waltera (1863-1914).

## Kariera wojskowa
Ukończył szkołę miejską w Choszcznie oraz gimnazjum w Stargardzie i lipcu 1843 roku wstąpił do 21. Pułku Piechoty. W sierpniu 1846 został awansowany na podporucznika (niem. Secondelieutenant). W 1848 roku wziął udział w tłumieniu powstania wielkopolskiego, a w latach 1850–1852 był adiutantem 1 batalionu. W lutym 1853 przydzielony na 5 miesięcy do fabryki karabinów w Sömmerda. Od czerwca 1855 roku pełnił funkcję adiutanta pułku. W styczniu 1856 roku mianowany adiutantem 8. brygady piechoty w Erfurcie, a 3 lata później otrzymał awans na porucznika. W 1859 roku, w stopniu na kapitana (niem. Hauptmann), został przeniesiony do 9. Pułku Grenadierów, gdzie objął dowództwo nad 12. kompanią. Podczas powstania styczniowego jego pułk został oddelegowany do zabezpieczał granicy prusko-rosyjskiej, wówczas został odznaczony Orderem Świętej Anny III klasy. W 1866 brał udział w wojnie prusko-austriackiej, w tym w bitwie pod Sadową, za co otrzymał Order Orła Czerwonego IV Klasy z mieczami. Wziął udział w wojnie francusko-pruskiej służąc w sztabie generalnym II Korpusu. Odznaczony między innymi Krzyżem Żelaznym I klasy. W październiku 1871 roku mianowany szefem sztabu II Korpusu Armijnego w stopniu podpułkownika (niem. Oberstleutnant). W 1880 awansowany na generała majora (niem. Generalmajor) i objął dowództwo nad 27. Brygadą Piechoty. Po awansie na stopień generała porucznika (niem. Generalleutnant) został dowódcą 29. Dywizji Piechoty. W 1888 roku, ze względów zdrowotnych, przeszedł w stan spoczynku.

## Odznaczenia
Odznaczenia gen. Ludwiga von Petersdorffa to między innymi:
- Order Królewski Korony I klasy
- Order Orła Czerwonego II klasy z liśćmi dębu i mieczami na pierścieniu
- Order Orła Czerwonego IV klasy z mieczami
- Order Królewski Korony II klasy z gwiazdą
- Krzyż Żelazny I klasy
- Komandor Orderu Korony Wendyjskiej (Meklemburgia)
- Order Świętej Anny III klasy (Imperium Rosyjskie)